# Nemaspela ladae
Nemaspela ladae (лат.) — вид пещерных паукообразных из семейства Nemastomatidae отряда сенокосцев. Эндемик Боснии и Герцеговины (Cave Vrelo Mokranjske Miljacke, Кадино Село, Pale, Республика Сербская, 43°55′29″ с. ш. 18°35′43″ в. д.. Другие виды реликтового троглобионтного рода Nemaspela также встречаются в пещерах (Крым, Кавказ). 

## Описание
Мелкие слепые сенокосцы светло-коричневого цвета с экстремально длинными хелицерами (около 3 мм). Длина тела около 2 мм, педипальпы — 7 мм, ноги — около 20 мм. Вид был впервые описан в 2013 году и назван в честь боснийского биоспелеолога Лады Лукич-Билелы (Dr Lada Lukić-Bilela, Faculty of Sciences, Сараево), президента Биоспелеологического общества Боснии и Герцеговины (Biospeleological Society of Bosnia and Herzegovina), лично обнаружившей первые типовые экземпляры таксона во время экспедиции 2008 года.

## Систематика
Новый вид предварительно включён в кавказско-крымский род Nemaspela Šilhavý, 1966 по сходству некоторых морфологических черт. Однако, он также разделяет некоторое сходство с балканским троглобионтным родом Hadzinia Šilhavý, 1966, который также близок к виду Nemaspela femorecurvata Martens, 2006. Все вместе они образуют общий комплекс с ископаемым видом Mitostoma gruberi Dunlop & Mitov, 2009 из биттерфилдского и балтийского янтарей.